# 2016年中華民国総統就任式典
2016年中華民国総統就任式典（繁: 2016年中華民國總統就職典禮）は、2016年（民国105年）5月20日に行われた中華民国第14期総統・副総統の就任式である。民主進歩党の蔡英文と無所属の陳建仁の就任により、台湾の民主化以来3度目の政権交代となった。頼浩敏司法院院長の監査の下で蔡英文と陳建仁が宣誓を行った後、蘇嘉全立法院院長が蔡英文と陳建仁に国璽などを授与した。
中国政府が国際法を無視した覇権主義的行為を強め、台湾問題が表面化する中、蔡英文の就任演説は世界中から注目を浴びた。

## 準備
2016年総統選挙で民主進歩党の蔡英文・陳建仁が総統・副総統に当選した後、総統府は政権移行会議の開催を発表した。馬英九政権と次期蔡英文政権からそれぞれ秘書長などが出席し、就任式の準備を共同で協議し、就任式典や国賓晩餐会を計画する。

## 式典

### 就任宣誓
2016年5月20日午前9時（台湾標準時）、第14期総統蔡英文と副総統陳建仁は、総統府大礼堂内で就任宣誓を行った。退任する第13期総統馬英九と副総統呉敦義の挨拶の後、行政院院長や総統府秘書長、国家安全会議秘書長の人事を任命した。

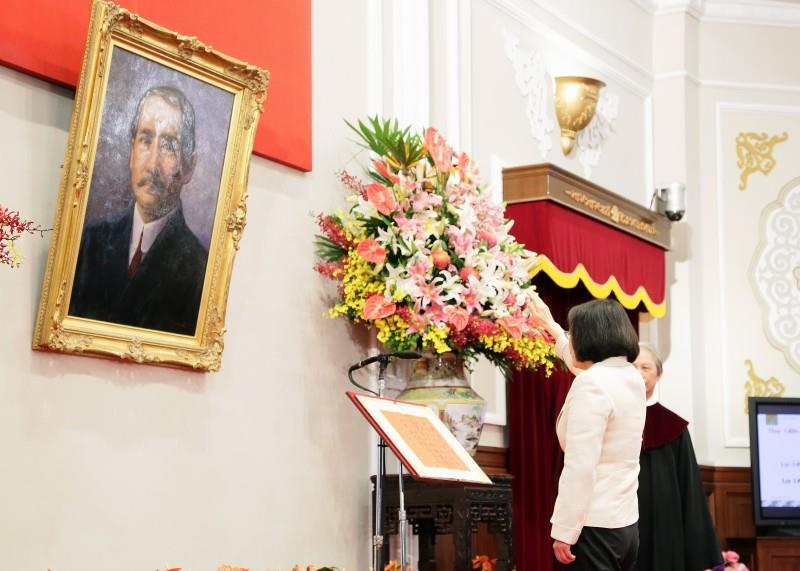
総統就任宣誓

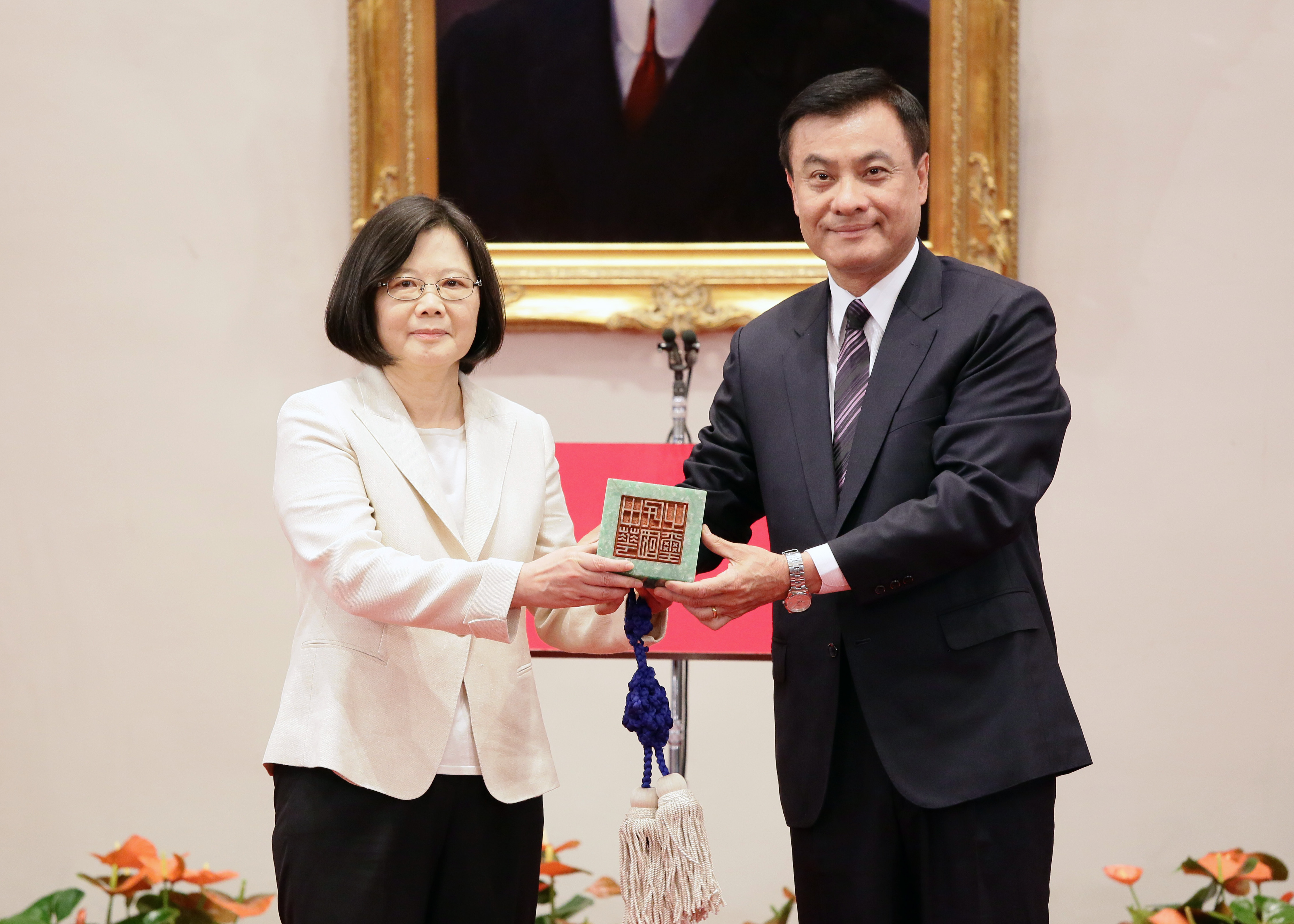
立法院院長蘇嘉全からの国璽授与

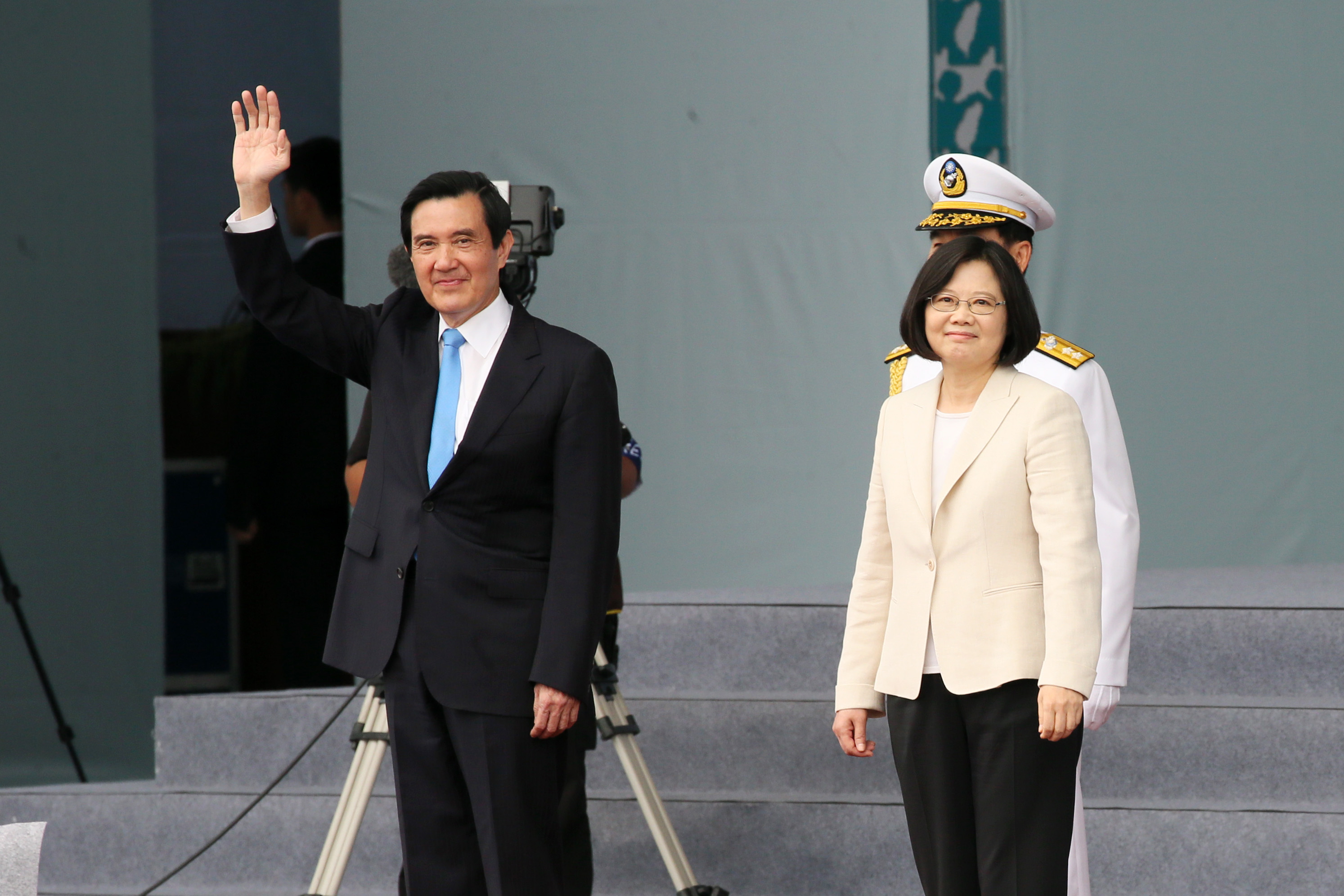
退任する馬英九（左）と就任する蔡英文（右）

### 就任演説
宣誓の後、会場で就任演説を行った。「中台関係の歴史的事実として九二共識を尊重する」と、台湾海峡の現状維持を強調した。

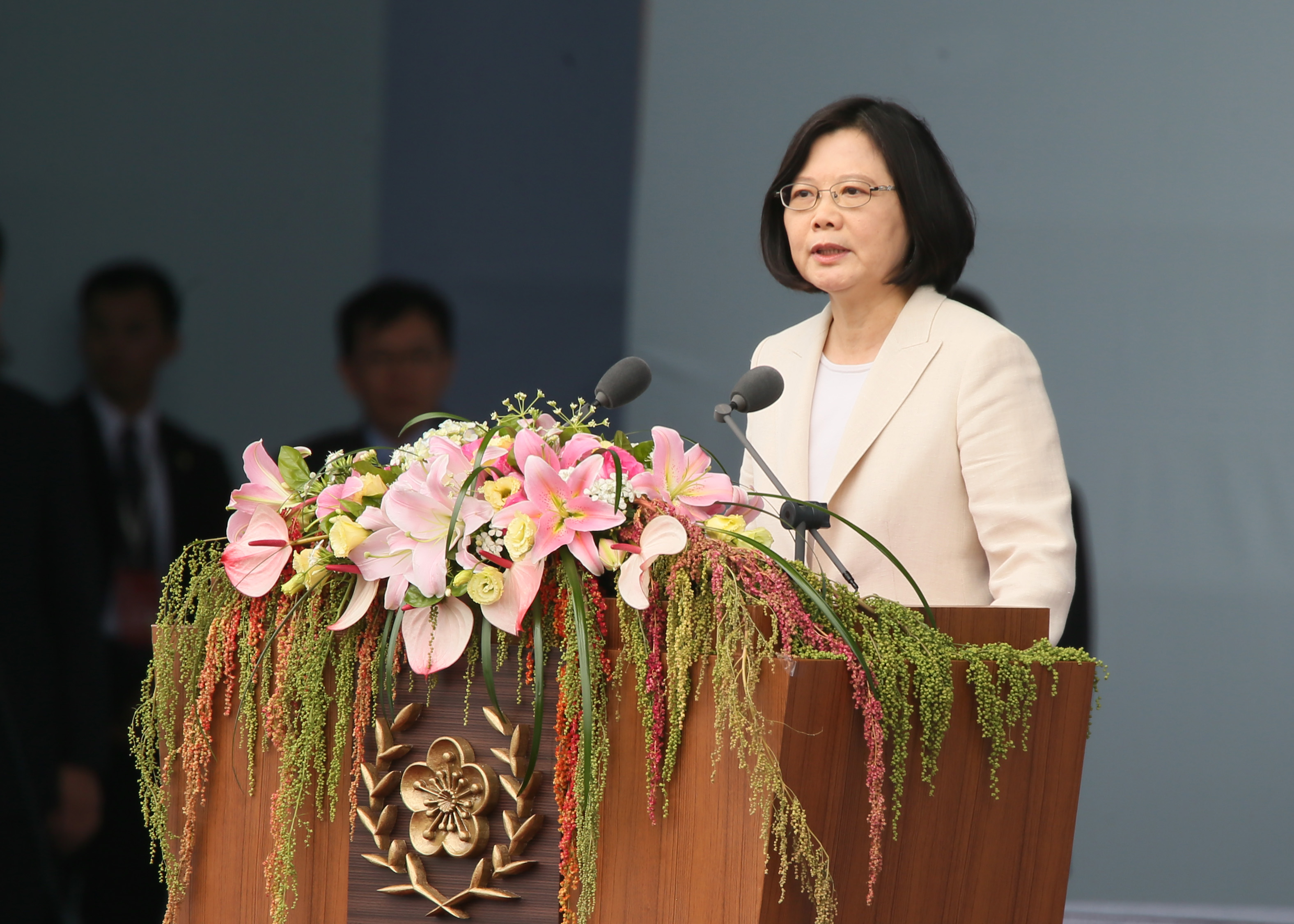
総統就任演説

## 国賓

### 外交関係のある国家
- エスワティニ国王 ムスワティ3世
- キリバス大統領 タネスィ・マアマウ
- マーシャル諸島大統領 ヒルダ・ハイネ
- ナウル大統領 バロン・ワカ
- パラオ大統領 トミー・レメンゲサウ
- パラグアイ大統領 オラシオ・カルテス
- ソロモン諸島総督 フランク・カブイ
- セントクリストファー・ネイビス首相 ティモシー・ハリス（英語版）
- ツバル首相 エネレ・ソポアンガ（英語版）
- ブルキナファソ首相 ポール・カバ・ティエバ（英語版）
- ニカラグア副大統領 モイセス・ハレスレヴェンスオマール・アセベド（英語版）
- ベリーズ副首相 ガスパール・ヴェガ（英語版）
- セントビンセント・グレナディーン副首相・外相 ルイス・ストラカー（英語版）
- グアテマラ
  - ファーストレディ パトリシア・マロキン（英語版）
  - 外相 カルロス・ラウル・モラレス（英語版）
- ハイチ
  - ファーストレディ ジネット・ミショー・プリヴェール（英語版）
  - 外相 ピエロ・ドリエンヌ（フランス語版）
- パナマ第一夫人 ロレーナ・カスティージョ（英語版）
- ホンジュラス最高法院院長 ロランド・アルゲタ（スペイン語版）
- ドミニカ共和国外相 アンドレス・ナバロ（英語版）
- エルサルバドル外相 ウーゴ・マルティネス（英語版）
- サントメ・プリンシペ外相 マヌエル・サルバドール・ドス・ラモス（フランス語版）
- セントルシア教育相 ロバート・ケネディ・ルイス（英語版）
- バチカン
  - 駐日大使 ジョセフ・チェノットゥ
  - 福音宣教省秘書長 韓大輝大司教

### 外交関係のない国家
- アメリカ合衆国代表団
  - 前通商代表 ロナルド・カーク
  - 前国務副長官 ジョン・ネグロポンテ
- 日本代表団
  - 日華議員懇談会会長 古屋圭司衆議院議員
- シンガポール前国会議長 アブドラ・タルムギ（英語版）
- カナダ台湾国会議員友好協会会長 ジュディ・スグロ（英語版）下院議員
- インドネシア特使団
  - 副大統領首席経済顧問 林綿坤（英語版）
- 欧州連合台湾友好議連副会長 ドミニク・リケ（英語版）欧州議会議員
- オーストラリア前代議院議長 ブロンウィン・ビショップ（英語版）
- オーストリア議会台湾友好議連会長 ヴェルナー・アモン（ドイツ語版）国民議会議員
- ブラジル上院議員 マグノ・マルタ（英語版）
- チリ代議院議員 アルベルト・ロブレス（スペイン語版）
- チェコ前副首相 アレクサンドル・ヴォンドラ（英語版）
- デンマーク国民議会台湾友好議連会長 ブライアン・ミケルセン（英語版）議員
- エストニア国会台湾友好議連会長 カレ・ラーネット（英語版）議員
- フランス国民議会台湾友好議連副会長 フランソワ・ロンクル（英語版）議員、デニス・ジャクア（フランス語版）議員
- ドイツ連邦議会議員 アクセル・フィッシャー（英語版）
- ハンガリー国会議員 ガボール・フォドル（英語版）
- インド人民党資深顧問 ヴィジェイ・ジョリー（英語版）
- アイルランド国民議会台湾友好議連会長 ジョン・マクギネス（英語版）議員
- イスラエル国会議員 シェリー・ヤチモビッチ（英語版）
- イタリア議会台湾友好議連副会長 グイド・ガルペルティ（イタリア語版）元老院議員、マーク・ディマイオ（イタリア語版）代議院議員
- ヨルダン代議院議員衛生及び環境委員会会長 習嘉進（Raed Hijazin）
- 韓国台湾議員親善協会会長 趙慶泰（英語版）国会議員
- ラトビア国会台湾友好議連副会長 ヤニス・ヴカンス（英語版）
- ミャンマー台湾貿易協力委員会会長 フラマウウー（Hla Maw Oo）
- オランダ前首相 ドリース・ファン・アフト（英語版）、欧州自由民主同盟党党首 ハンス・ファン・バーレン（英語版）
- ナイジェリア国民議会外交委員会会長 モンスラット・スンモヌ（英語版）元老院議員
- ペルー共和国議会議員 ヴィクトル・アンドレス・ガルシア・ベラウンデ（英語版）
- ポルトガル共和国議会台湾友好議連会長 パウロ・リオス・デ・オリヴェイラ（ポルトガル語版）議員
- スロバキア前首相 イヴェタ・ラジチョヴァー
- 南アフリカ共和国前インカタ自由党党首 マンゴスツ・ブテレジ親王
- スリランカ統一国民党執行委員会委員 ラサンタ・グナワルダナ（Lasantha Gunawardana）
- タイ前外相 クラサエ・チャナウォンセ（英語版）
- イギリス台湾国会議連共同会長 ナイジェル・エヴァンス（英語版）庶民院議員

## 反応
TVBSの世論調査によると、蔡英文の就任演説について「支持する」と答えたのは68%に達し、「支持しない」と答えたのは僅か8%だった。就任演説が「成功した」と答えたのは66%、「成功しなかった」と答えたのは16%で、両岸関係に対する姿勢を「支持する」と答えたのは62%、「支持しない」と答えたのは12%だった。